# Almoazão
Xarafadim Issa Almoazão' (em árabe: Sharaf ad-Dīn al-Muʿaẓẓam ʿĪsā; m. 1227) foi um sultão aiúbida que reinou em Damasco entre 1218 e 1227. Filho de al-Adil I e sobrinho de Saladino, fundador da dinastia, Almoazão foi nomeado pelo pai como governador em 1201. Após a morte deste, em 1218, reinou sobre os territórios aiúbidas na Síria até a sua morte em 1227. Ele foi sucedido por seu filho Anácer Daúde.